# 錫利什泰亞鄉 (康斯坦察縣)
44°24′0″N 28°10′0″E / 44.40000°N 28.16667°E
錫利什泰亞鄉（羅馬尼亞語：Comuna Siliștea, Constanța），是羅馬尼亞的鄉份，位於該國西南部，由康斯坦察縣負責管轄，面積72平方公里，海拔高度86米，2007年人口1,422，人口密度每平方公里20人。